# Сельское поселение Ивановское (Вашкинский район)
Сельское поселение Ивановское — упразднённое сельское поселение в составе Вашкинского района Вологодской области.
Центр — деревня Ивановская.
Образовано 1 января 2006 года в соответствии с Федеральным законом № 131 «Об общих принципах организации местного самоуправления в Российской Федерации».
В состав сельского поселения вошёл Ивановский сельсовет
Законом Вологодской области от 25 июня 2015 года № 3689-ОЗ, сельские поселения Андреевское, Васильевское, Ивановское и Роксомское были преобразованы, путём их объединения, в сельское поселение Андреевское с административным центром в деревне Андреевская.
По данным переписи 2010 года население — 447 человек.

## Населённые пункты
В 1999 году был утверждён список населённых пунктов Вологодской области. С тех пор состав Ивановского сельсовета не изменялся.
В состав сельского поселения входило 14 населённых пунктов, в том числе
13 деревень,
1 посёлок.
| Населённый пункт    | ОКАТО          | Рег. номер | Расстояние до районного центра, км | Расстояние до центра поселения, км | Индекс | Координаты                      |
| ------------------- | -------------- | ---------- | ---------------------------------- | ---------------------------------- | ------ | ------------------------------- |
| деревня Аверино     | 19 212 812 002 | 775        | 56                                 | 3                                  | 161271 | 60°40′02″ с. ш. 37°57′30″ в. д. |
| деревня Алёшино     | 19 212 812 003 | 776        | 56                                 | 3                                  | 161271 | 60°40′00″ с. ш. 37°57′37″ в. д. |
| деревня Зуево       | 19 212 812 004 | 777        | 56                                 | 2                                  | 161271 | 60°39′50″ с. ш. 37°57′03″ в. д. |
| деревня Ивановская  | 19 212 812 001 | 774        | 55                                 | —                                  | 161271 | 60°39′17″ с. ш. 37°59′16″ в. д. |
| деревня Ларино      | 19 212 812 005 | 778        | 58                                 | 3                                  | 161271 | 60°38′42″ с. ш. 38°04′08″ в. д. |
| деревня Малеево     | 19 212 812 006 | 779        | 56                                 | 1                                  | 161271 | 60°39′34″ с. ш. 38°00′26″ в. д. |
| деревня Маньково    | 19 212 812 007 | 780        | 57                                 | 4                                  | 161271 | 60°40′15″ с. ш. 37°56′53″ в. д. |
| деревня Матвеевская | 19 212 812 008 | 781        | 53                                 | 2                                  | 161271 | 60°37′40″ с. ш. 37°58′00″ в. д. |
| деревня Мытчиково   | 19 212 812 009 | 782        | 57                                 | 2                                  | 161271 | 60°38′59″ с. ш. 38°02′23″ в. д. |
| посёлок Октябрьский | 19 212 812 010 | 783        | 63                                 | 8                                  | 161272 | 60°38′32″ с. ш. 38°08′24″ в. д. |
| деревня Савалиха    | 19 212 812 011 | 784        | 55                                 | —                                  | 161265 |                                 |
| деревня Семёновская | 19 212 812 012 | 785        | 53                                 | 2                                  | 161271 | 60°38′10″ с. ш. 37°58′22″ в. д. |
| деревня Трифаново   | 19 212 812 013 | 786        | 60                                 | 5                                  | 161271 | 60°38′25″ с. ш. 38°04′18″ в. д. |
| деревня Ушаково     | 19 212 812 014 | 787        | 57                                 | 2                                  | 161271 | 60°39′09″ с. ш. 38°02′44″ в. д. |